# M. Achgelis Söhne
M. Achgelis Söhne AG war eine Maschinenfabrik in Bremerhaven.

## Geschichte

Aktie über 100 RM der M. Achgelis Söhne AG vom 31. Oktober 1929

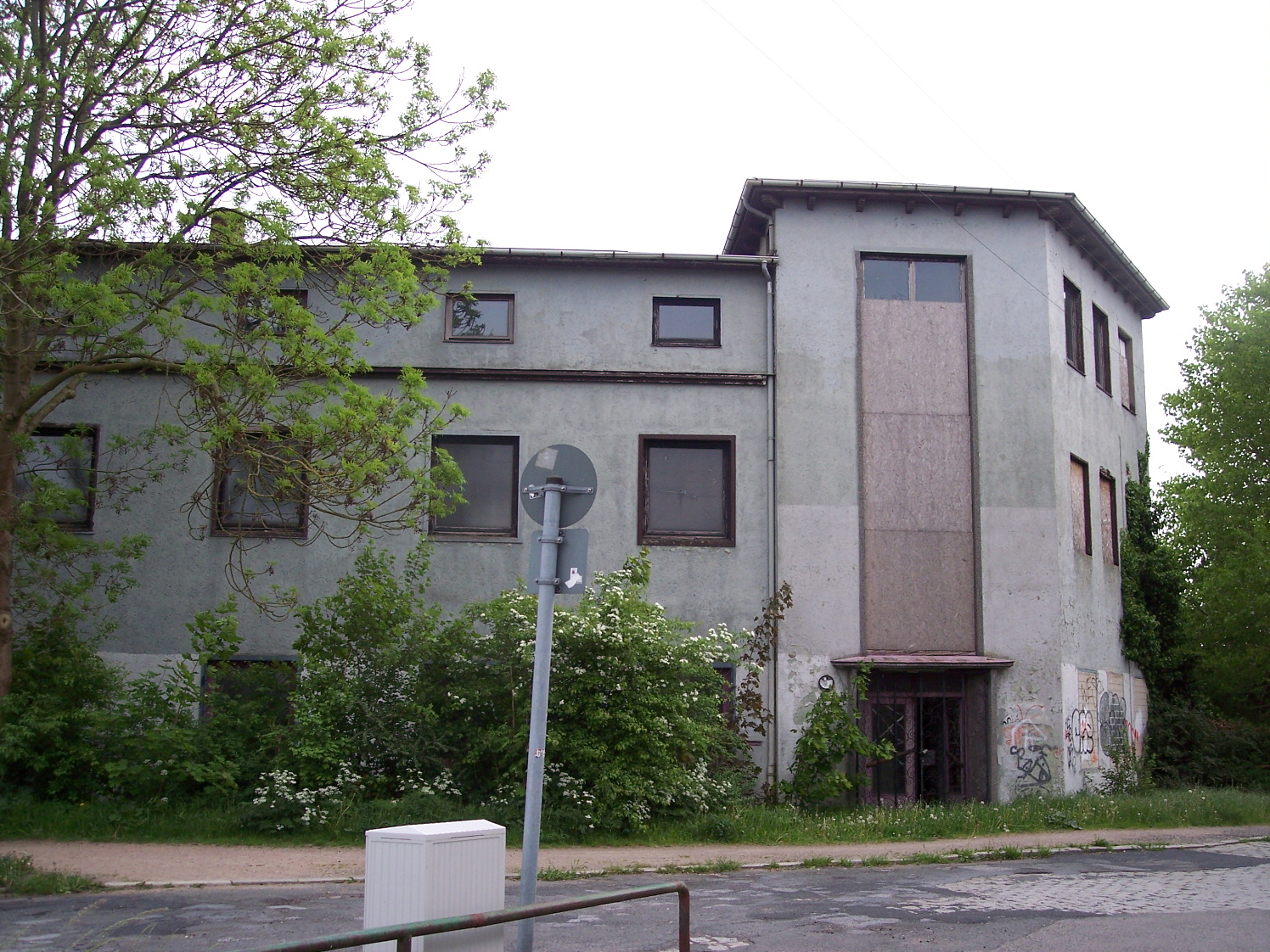
Bürogebäude Achgelis wenige Monate vor dem Abriss 2016

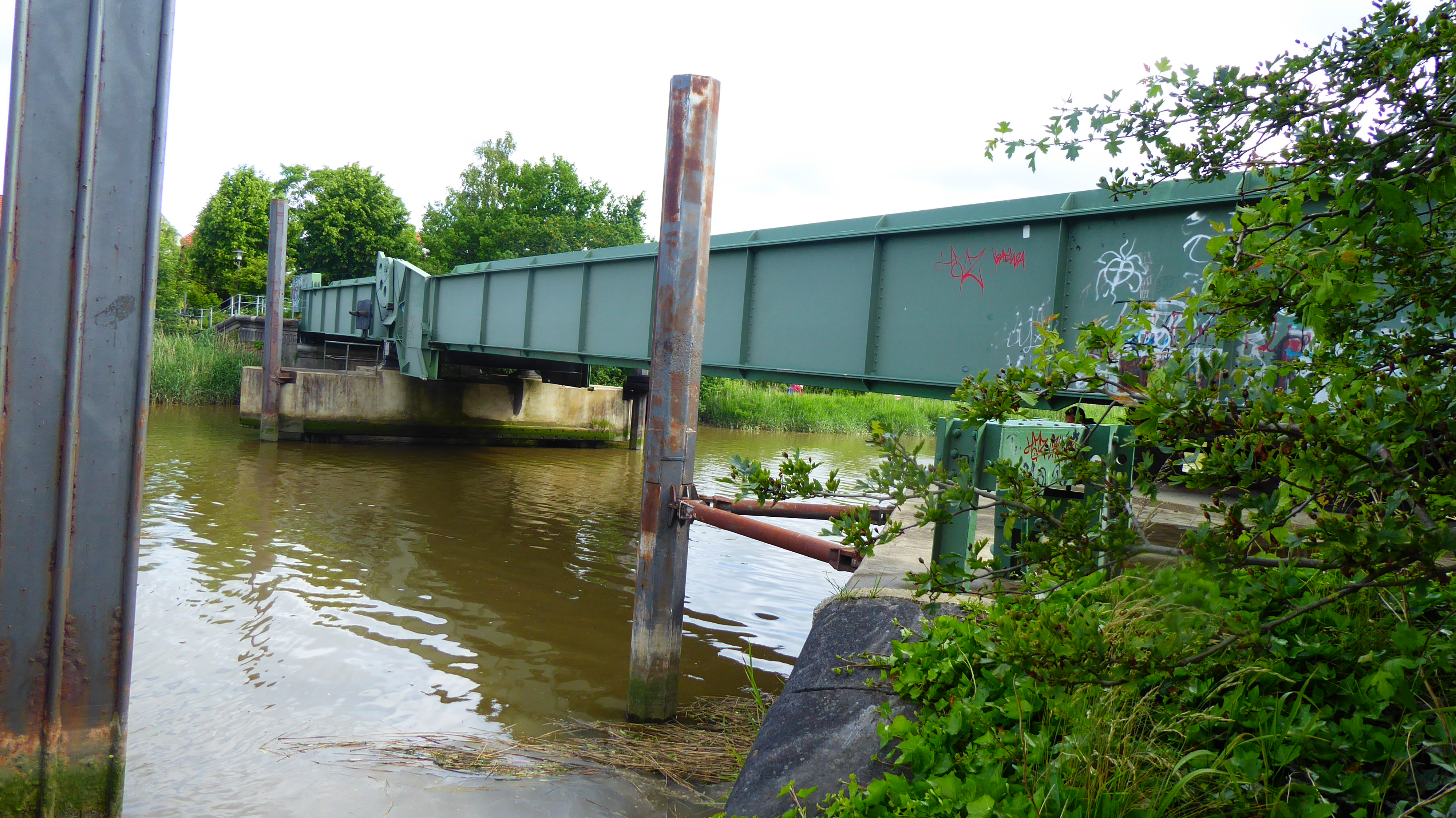
Achgelisbrücke, Blick von Süden, linkes Geeste-Ufer

1865 übernahm Martin Achgelis die 1854 gegründete Eisengießerei Grütter in Geestemünde und erweiterte sie zusammen mit seinen Söhnen Hinrich und Gustav zu einer Maschinenfabrik mit Eisengießerei. Beginnend mit schmiedeeisernen Erzeugnissen erweiterte Achgelis seine Produktpalette immer mehr auf schiffstechnische Maschinen (Ankerwinden für Dampf- und Handbetrieb, Schiffhilfsmaschinen jeder Art und Größe, Schiffs-Steuerapparate und Rudermaschinen, Schiffspumpen) mit Schwerpunkt auf Fischereifahrzeuge. Schiffhilfsmaschinen, besonders Ankerwinden und Fischnetzwinden für Fischereifahrzeuge, die bisher aus Großbritannien eingeführt wurden, entwickelten sich zu wichtigen Erzeugnissen der Firma und wurden erfolgreich exportiert.
1918 erfolgte die Umwandlung in eine Aktiengesellschaft.
Seit 1953 entwickelte sich eine immer engere Kooperation des mittlerweile in eine GmbH umgewandelten Unternehmens mit den Bremer Atlaswerken, deren Hauptaktionär Hugo Stinnes war. Damit wurde die eigene Handlungsfähigkeit zunehmend aufgegeben. Mit dem Zusammenbruch der Stinnes-Gruppe erfolgte 1964 die Verlagerung zum Krupp-Konzern. Inzwischen war das Fertigungsprogramm auf Bordkrane erweitert worden. 
1966 wurde die Maschinenfabrik M. Achgelis Söhne geschlossen.